# ويلكو جونسون
ويلكو جونسون (بالإنجليزية: Wilko Johnson)‏ (و. 1947 – م) هو مغني، ومغن مؤلف، وعازف قيثارة، وممثل، من المملكة المتحدة.

## التعليم
تعلم في جامعة نيوكاسل.

## وصلات خارجية
- ويلكو جونسون على موقع IMDb (الإنجليزية)
- ويلكو جونسون على موقع ميتاكريتيك (الإنجليزية)
- ويلكو جونسون على موقع روتن توميتوز (الإنجليزية)
- ويلكو جونسون على موقع ألو سيني (الفرنسية)
- ويلكو جونسون على موقع ميوزك برينز (الإنجليزية)
- ويلكو جونسون على موقع أول موفي (الإنجليزية)
- ويلكو جونسون على موقع أول ميوزيك (الإنجليزية)
- ويلكو جونسون على موقع ديسكوغز (الإنجليزية)
- ويلكو جونسون على موقع قاعدة بيانات الفيلم (الإنجليزية)